# Panicum laxiflorum
Panicum laxiflorum är en gräsart som beskrevs av Jean-Baptiste de Lamarck. Panicum laxiflorum ingår i släktet vipphirser, och familjen gräs. Inga underarter finns listade i Catalogue of Life.

## Bildgalleri

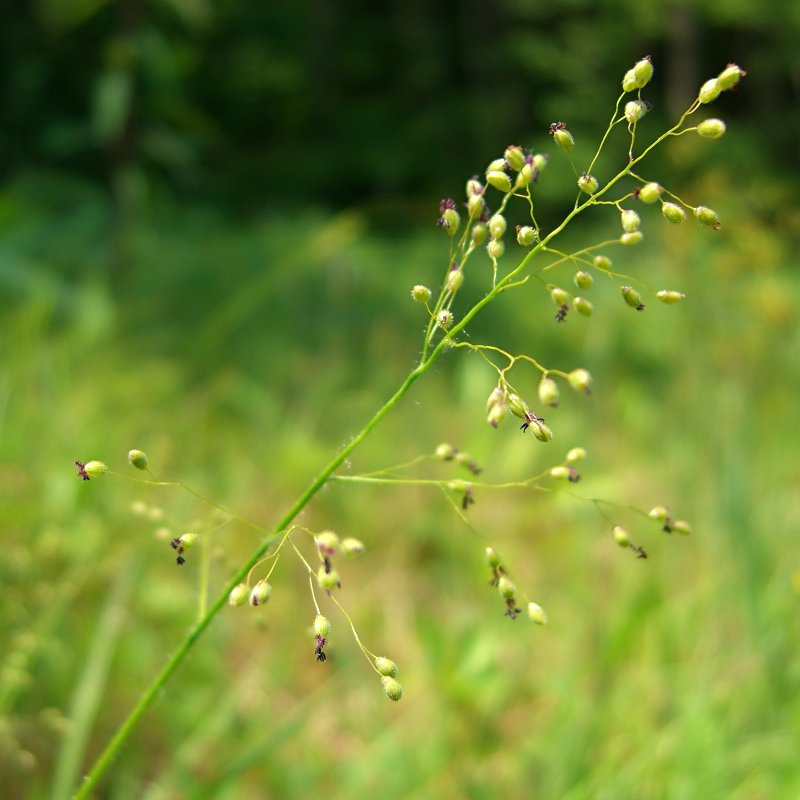
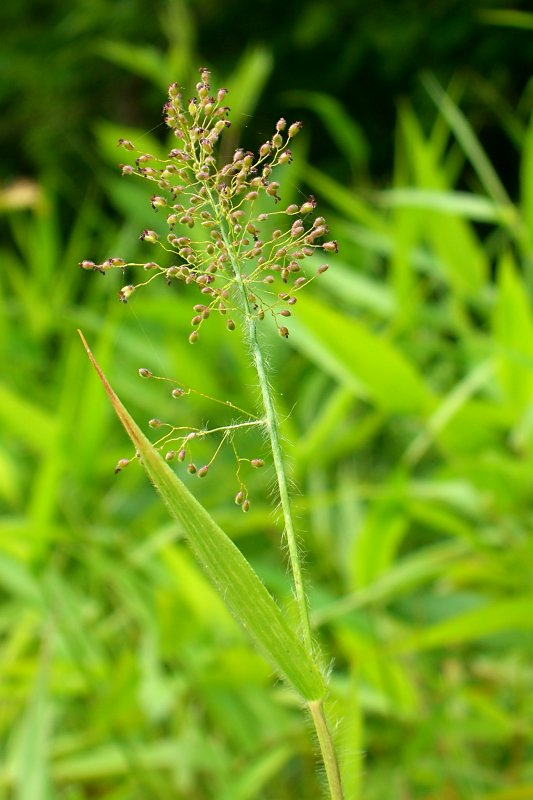